# هالو و دانشجوهای سال دوم
هالو و دانشجوهای سال دوم (انگلیسی: The Simp and the Sophomores) یک فیلم کمدی صامت کوتاه به کارگردانی ویلارد لوئیس است که در سال ۱۹۱۵ منتشر شد. از بازیگران این فیلم می‌توان به اولیور هاردی، آرتور هاوسمن و ریموند مک‌کی اشاره کرد.